# Opisthorchis viverrini
Opisthorchis viverrini är en plattmaskart. Opisthorchis viverrini ingår i släktet Opisthorchis och familjen Opisthorchiidae. Inga underarter finns listade i Catalogue of Life.

## Bildgalleri

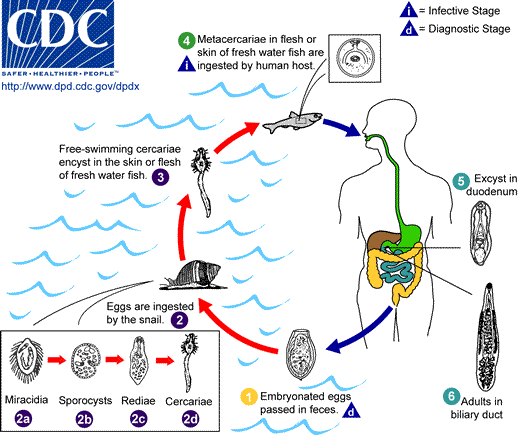